# Józef Vaz
Józef Vaz, właśc. Jose Vaz (ur. 21 kwietnia 1651 w Benaulim w Indiach, zm. 16 stycznia 1711 w Kandy na Cejlonie) – kapłan z Kongregacji Oratorium św. Filipa Neri (COr), misjonarz, apostoł Cejlonu (dzisiejszej Sri Lanki), święty Kościoła rzymskokatolickiego.
Był trzecim z sześciorga dzieci swoich rodziców. Uczęszczał do szkoły w Sancoale, potem studiował filozofię i teologię w jezuickim Kolegium św. Tomasza z Akwinu w Goa. W 1675 roku został wyświęcony na diakona, a w 1676 roku otrzymał święcenia kapłańskie. Był także kaznodzieją i spowiednikiem. Otworzył szkołę dla przyszłych seminarzystów.
Józef Vaz został mianowany wikariuszem generalnym Cejlonu i przystąpił do organizowania struktur misyjnych z bazą w Kandy. Stamtąd też wyruszał w swoje podróże misyjne po Cejlonie. Po jednej z takich wypraw rozchorował się.
Zmarł 16 stycznia 1711 roku w opinii świętości.
Został beatyfikowany przez papieża Jana Pawła II w dniu 21 stycznia 1995 roku w Kolombo. 17 września 2014 papież Franciszek podpisał dekret o uznanie cudu za wstawiennictwem błogosławionego. 20 października 2014 zwyczajny konsystorz publiczny poświęcony sprawom kanonizacyjnym podjął decyzję o zaliczeniu go w poczet świętych.
Został kanonizowany przez papieża Franciszka w dniu 14 stycznia 2015 roku w Kolombo.